# おはようスタジオ
『おはようスタジオ』は、1979年4月2日から1986年6月27日まで東京12チャンネル→テレビ東京で放送された平日朝の情報番組。通称は『おはスタ』。1997年からテレビ東京で放送中の『おはスタ』との区別のため、『初代おはスタ』とも表記される。

## 概要
「志賀ちゃん」こと志賀正浩が司会を務めていた子供向けの情報番組で、1997年からテレビ東京で放送中の『おはスタ』の原型にあたる。初代の女性アシスタント司会者は早朝ラジオ『走れ!歌謡曲』（文化放送）のDJだった竹谷英子で、1984年3月に降板。以後は泰葉らの女性タレントたちが後任を務めた。

## 放送時間と司会の変遷
| 期間                                  | 放送時間                        | 司会者   | 司会者     |
| ------------------------------------- | ------------------------------- | -------- | ---------- |
| 1979年4月2日(月) - 1981年4月3日(金)   | 月曜 - 金曜 7:30 - 8:30（60分） | 志賀正浩 | 竹谷英子   |
| 1981年4月6日(月) - 1981年9月30日(水)  | 月曜 - 金曜 7:05 - 8:10（65分） | 志賀正浩 | 竹谷英子   |
| 1981年10月2日(金) - 1984年3月30日(金) | 月曜 - 金曜 7:05 - 8:05（60分） | 志賀正浩 | 竹谷英子   |
| 1984年4月2日(月) - 1985年3月29日(金)  | 月曜 - 金曜 7:00 - 7:54（54分） | 志賀正浩 | 泰葉       |
| 1985年4月1日(月) - 1985年9月27日(金)  | 月曜 - 金曜 7:15 - 8:00（45分） | 志賀正浩 | さつきりせ |
| 1985年9月30日(月) - 1986年3月28日(金) | 月曜 - 金曜 7:15 - 8:00（45分） | 志賀正浩 | 青田浩子   |
| 1986年3月31日(月) - 1986年6月27日(金) | 月曜 - 金曜 7:25 - 8:15（50分） | 志賀正浩 | 日髙のり子 |

## コーナー出演者とスタッフ
英語のコーナー
- 1984年10月 - 1985年3月 Mike Rogers（ラジオDJ）

おはスタマヌカン（和泉佳保里、磯部あや、沢和子、森景真紀、川口里奈、山下純子、中村友美）
一般公募で1万人の中から選ばれた中学生。
プロデューサー：棟武郎、ディレクター：つきざわけんじ他、制作協力：東通企画・BMC・東京ビデオセンター。

## エピソード
- この番組が始まる前年まで、東京12チャンネルの放送開始時刻（平日）は7時45分と、当時の在京他局と比して遅かった。本番組の開始に際し、準備も含めると早朝5時からの勤務となることから労働組合の反対に遭った。それを踏まえ社員はプロデューサーとディレクターの2名のみとし、その他の番組制作スタッフは全て外部の制作会社の社員やアルバイトで賄うこととした。
なお、当番組開始（1979年）に伴い、東京12チャンネルの平日放送開始時刻は6時30分に繰り上がった。
- オープニングは当時の東京12チャンネル→テレビ東京本社（後の東京タワースタジオ）の前にある東京タワーを見上げた映像にタイトルが表示されて、玄関前もしくはスタジオから司会者やゲストが出て来て放送がスタートするのが恒例だった。番組ゲストにアイドル歌手やタレントを多く招いたり、また各地の視聴者の子供と電話を繋げたりと、のちの『おはスタ』とはやや形式が異なる。また、ゲストについては新人アイドルを「おはようさわやかさん」と題して招いて紹介するほか、「今週の歌」として1週間通して出演させることもあった。デビュー4か月目、2ndシングル『涙のリクエスト』をリリースする直前のチェッカーズは1984年1月9日から13日まで連日出演して生演奏を披露、僅か数日のうちに知名度をあげてブレイクのきっかけを作った[16]。
- 毎朝、東京12チャンネル→テレビ東京の外には、小中学生[注 15]やアイドル目当ての学生などを中心に見物客が集っていた。
- 番組初期は、開局15周年記念に一般公募で選ばれた「トゥェルブメイツ」のメンバーが日替わりで出演もしていた。さらに晩年には「おはスタマヌカン」[注 16]のメンバーがレギュラー出演していた。
- 月曜から金曜まで曜日ごとにテーマを変えての番組構成だった。これは当時、担当制作会社が日替わり（終了時点で東京ビデオセンター・BMC・東通企画のローテーション制。最終回は3社共同）だったことによる苦肉の策である、また、アイドルタレントを呼ぶのも、廉価なタイアップで視聴率を取るための策だったとされる。
- 生放送で使われた第3スタジオが約30坪と狭かったため、セットの一部を鏡張りにして2倍の広さに見せたり、2台のスタジオカメラの他、ハンディカメラを本社玄関前（雨天時はロビー）に用意し、テレビ東京及び東京タワーの敷地である駐車場や道路（つまりは法的制約を受けない私有地や私道の範囲）も活用し、映像的な広がりを見せる工夫を常に行っていた。
1985年12月、港区虎ノ門（神谷町）に2代目本社が完成し、芝公園の旧本社が「テレビ東京スタジオセンター」と改称された後も、番組は基本的に第3スタジオからの生放送が続けられた（主調整室は新本社へ移転しているため、CM送出など生番組の運行制御は新本社側で行っていたと思われる）。なお、一部不定期に神谷町本社から放送された回もあった。
- 最終回は芝公園スタジオ第1スタジオからの生放送で、一般の観客や歴代女性司会者も招いての放送となった。オープニングは『いとしのエリー』（サザンオールスターズ）をBGMにタワーボウル（2025年現在とうふ屋うかいが所在する場所）前の公園からタワーボウルの敷地に入り、横の路地からスタジオ前の駐車場を通り、ロビーへ入って第1スタジオに入るまでをハンディカメラ1台で走りながら向かう映像から始まった。この日は志賀が一般視聴者と電話をつないで話をする企画が行われ、船の科学館を志賀と日高が訪れてタイムカプセル（後述）を見に行くVTRも紹介された。番組終盤の午前8時前後には志賀から最後の挨拶があり、その中で「僕としてはただ一つだけ悔いに残ることがあります。今年の正月に僕は10年間日本の朝を作ろうと決心したんです。（番組終了は）その矢先だったんです。10年間ということはあと3年間（1989年まで）はおはスタの朝を皆に送り続けようと考えていました。そういった意味では、今回の途中打ち切りは本当に残念です。（中略）朝のけだるい時に僕が騒いで皆さんを楽しませた朝の楽しみを、そういう意味では君たちから奪ってしまいました。ごめんなさい、お詫びします。（拍手）僕は特にこれからの夏の朝が大好きで、テレビも大好きです。『おはようスタジオ』が大好きでした。7年間本当にどうも皆さんありがとうございました。」と番組がある事情で突如打ち切りになった事をうかがわせる発言や終了に対しての想いなどを語った。そして本編終了までの約10分間は『さよなら』（オフコース）と『十七歳の地図』（尾崎豊）をBGMにVTRと涙する志賀を囲み拍手を送ったり、花束や手にした一輪の花を送ったりする大勢の観客・歴代女性司会者を映した映像を切り替えながら締めくくった。最終回の構成・演出は後に『北野ファンクラブ』等を手掛けるつきざわけんじが務めた。
- 放送時間は番組開始当初は午前7時30分 - 8時30分だった。しかし、通学時間帯と被るため「番組が途中までしか見られない」「番組自体見られない」という小・中学生を中心とした視聴者の声（この時代、後半パートは実質的に主婦層を主軸にしたコーナーがあった）で7時5分からに繰り上げ。後にさらに5分繰り上げて7時からとなった。さらに祝祭日は「休みの日はゆっくり寝ていたい」という声で午前9時開始になるなど、番組開始初期当時は関東ローカル局であった背景もあってか、柔軟な編成が行われた。
- 不定期に「台本のないおはスタ」という企画を放送していた。これは放送時間の大枠とCM枠以外はコーナーを決めずに進行するものである。この企画当日に出演する歌ゲストのマネジャーには、スタジオ入りの際カラオケ持参を命じられた。とはいえ、ゲスト出演の歌手はこの企画に関係なくカラオケを持参していた。
- 子供たちの間で流行していたものには他局放送番組など、しがらみに関係なく取り上げた。その一例として当時東京放送（現・TBSテレビ）で平日夕方に再放送されていた『ザ・モンキーズ・ショー』が子供達の間で人気となるとザ・モンキーズを数多く取り上げ、デイビー・ジョーンズ、ミッキー・ドレンツ、ピーター・トークらメンバーに国際電話でインタビューし、ついには、日本に呼び寄せるきっかけをつくりブームに貢献した。また、この番組が窓口的役割となりファンの要望だった、彼らが主演していたTVドラマ『ザ・モンキーズ・ショー』の放送を同局で開始させた。
- 番組開始時点では子供と主婦に向けての情報番組だったため、当初は赤堀料理学園校長の赤堀千恵美もレギュラー出演、8時過ぎには主婦向けの「ミセスクイズ」を放送していた。しかし、同局前に早朝集まる子供らが日に日に増えていき、子供が主な視聴者層とわかったために子供番組となり、1981年4月の時間枠移動で「ミセスクイズ」は「わんぱクイズ」に変更となった。
- 開始当初は関東地区のみでの放送だったが、テレビ大阪・テレビ愛知・テレビせとうちの開局で、テレビ東京の系列局が増加したことによって最終的には関東地区の他、愛知県・大阪府・岡山県および香川県とその周辺でも視聴できるようになった（テレビ北海道とTVQ九州放送は本番組終了から『おはスタ』開始までの空白期間に開局したため、北海道・福岡県での放送実績はない）。
- 日本船舶振興会（現：日本財団）が提供社に入っていた関係もあり、笹川良一会長も数回出演している。また、日本財団は後述する2000年の特番でもスポンサーを務めた。
- おはようスタジオが番組企画内で作ったタイムカプセルは、当時、竹谷英子が所属していた、宣伝物などを受け持っていたといわれる広告代理業も行っていた事務所と東京12チャンネルが絡んだ企画であると言われている。
1980年1月4日（金曜日）12:00 - 15:48[17] [注 17]に放送された新春特番「'80ウルトラSP・わんぱく軍団大生放送」で視聴者から納めたい品々をサンシャイン60やスタジオで集め、番組出演者やスタッフや当時のアイドルたちも品々を持ちよった。SP終盤の封印式では当時の鈴木俊一東京都知事も出席し、メッセージを読み上げ、さらに子供代表が「わんぱく宣言」（後述の志賀の曲にちなむ）を読み上げ、20年後の再会を約束し、都知事がタイムカプセルの鍵を預かった。
タイムカプセルはサンシャインシティで3年間展示されたあと、日本船舶振興会が運営する船の科学館で保管された。カプセルはピンクのロボットを象ったもので、胴体部のふたには青字で「TIME CAPSULE 2000 おはようスタジオ」の文字ともに当時の東京12チャンネルのマーク、覗き窓がついていた。
その後1986年に番組打ち切り、1997年に『おはスタ』が開始したのを経て、1999年秋に翌年新春放映の20年前の約束を果たす特別番組の制作が決定。20年前に携わったスタッフが集結し、当時の台本や品物を入れた該当者の電話番号リストを基に該当者の捜索が始まった。しかし、実際に電話がつながったのは1割で、住所録を基にスタッフが該当者の家を捜索したり、後述するホームページを開設して捜索活動を継続。そして、20年前に約束した2000年1月4日に船の科学館でタイムカプセルの鍵の返還セレモニーが行われ、テレビ東京の担当者と志賀・竹谷が出席。船の科学館の担当者から志賀に鍵が手渡され、6日後の1月10日（月曜日）10:00 - 11:55[注 18]に、約束を果たすための復活特番『テレビ東京開局35周年記念番組 おはスタSP 帰って来た！おはようスタジオ』[3][18] が放送された。この特番は、奇しくもレギュラー放送の最終回を生放送した東京タワースタジオ（当時はテレビ東京スタジオセンターで、特番放送時は芝公園スタジオ）の第1スタジオから生放送され、『おはようスタジオ』からは1980年の特番放送時の司会だった志賀、竹谷と終了時の女性司会だった日高、スタジオゲスト扱いで番組初期のレギュラーだった赤堀[注 19]が、2000年当時の『おはスタ』からは当時のメインMCだったやまちゃん（山寺宏一）とレイモンド（レイモンド・ジョンソン）、レギュラーだった怪人ゾナー（森久保祥太郎）[注 20]が、この他のスタジオゲストとして三波豊和・江藤博利・布川敏和・堀ちえみと浅草キッド（ツービートの代理として当時のツービートの扮装で出演）が出演した。放送には20年前の番組スタッフのほか、当時のトゥェルブメイツのメンバーも母娘揃ってスタッフに参加した。特番のオープニングは本番組放送当時と同じく東京タワーを見上げた構図をバックにタイトルが表示された後、スタジオ前の駐車場から志賀と竹谷が登場した。本編では当時品物をカプセルに入れた有名人のVTRや一般視聴者のその後を追ったVTRなどが流された他、アメリカ・ニューヨークに住むトゥェルブメイツのメンバーが保管している鍵を紹介するVTRも流された。後半ではモンキーズからデイビー・ジョーンズも登場して「DAY DREAM BELIEVER」を歌唱した。終盤にはやまちゃん・レイモンド・ゾナーが揃って志賀・竹谷・日高との共演を果たし、当時と同じ子供代表が「わんぱく宣言2000」を読み上げ、志賀とスタジオ全体が「わんぱく宣言」を大合唱している中でスタジオのキャットウォークにいるやまちゃん・レイモンド・ゾナーが締めの挨拶[注 21]をして番組が終了した。タイムカプセルも同特番内にて開封され、カプセル内に品物を詰めた視聴者に返却された。基本的には該当する視聴者に直接もしくは後日宅配便などで返却された。なお、該当者と連絡が付かなかったものもあると言われ、特番内でその旨の説明があった。その放送と終了後に開設された当時のホームページでは郵送・電話・FAXでの連絡募集および該当者と連絡がついていない品物を船の科学館に展示する旨が説明されていた（船の科学館へ行っても品物は返却できないため、必ず連絡が必要だった）[19]。連絡が付かなかったものの扱いについては不明である。レギュラー放送の終了から20年以上が経過していたにもかかわらず、このようにフォローしたテレビ番組は非常に珍しい。
- 志賀のフォーク歌手人脈から遠藤賢司がゲスト出演し、彼の曲「オムライス」を生放送で歌唱したというエピソードも残っている。
- みうらじゅん曰く、テレビ番組で初めてレギュラー出演した番組である。当時みうらはファミコンを中心としたテレビゲームにハマっており、この番組内で初めて「クソゲー」という言葉を提唱したとされる。また、当時入手困難だったファミコンソフトの『スターソルジャー』を、同じくレギュラー出演していた発売元のハドソンの高橋名人より「名人価格」と称した特別価格で売ってもらい、その際に「ゲームが上手くなる」という高橋名人のサインと、名人曰くカセットに貼ると連射が早くなるという名人シールをもらい、当時実際にそれを貼って遊んでいたと後に語っている[20]。
- この番組が放送された当時は、放送用VTRの規格が2インチで機器・テープとも高価で操作・編集も煩雑だったうえ、1インチは導入されておらず、著作権法の絡みなどで番組の資料保存が安易に行えなかった。そのため、この番組の収録テープは特番だけしか残っておらず、レギュラー放送は廃棄処分されていた。2016年2月21日に放送された『テレビ東京52年分の映像大放出!モヤモヤ映像廃棄センター〜こんなVTR新社屋に持って行けません〜』では、レギュラー放送分が残されていない旨が説明され、当時司会をしていた志賀が持参したビデオテープから当時の放送を紹介していた。ちなみに、その時紹介された放送は1985年8月14日のもので、高橋名人がプレゼンする『スターフォース』のゲーム紹介の部分だった。

## レコード
- 「わんぱく宣言」志賀正浩 - さだまさしの『関白宣言』を子供の日常の不満に置き換えたコミックソングでヒットした。
- 「おんどピコピコ」志賀正浩 - 赤塚不二夫作詞のテクノ歌謡
- 「いち、にの、さんで I LOVE YOU／世界で今一番」志賀正浩
- 「はなべぇ、ミミタン、どっちっち」 - 石森章太郎キャラクターデザイン·教育番組を意識した中期の番組キャラクターによる着ぐるみ劇のテーマソング
- 「ロック・まねごっこ/カイカイ体操」まつもとゆか
- 「On The Move」深町純&ニューヨークオールスターズ - 飛行機の通過音で始まる番組テーマ曲
- 「GOOD MORNING T.V SHOW」泰葉
- 「Spring Fever」MEZZOFORTE
  - 番組開始が7時に繰り上がり、泰葉がMCに加わった1984年4月から使われていたテーマ曲。前者は泰葉がMCに加わった事を受けて作られたオリジナルテーマ曲。泰葉のアルバム『White Key』に収録。エンディングテーマはそのインストラルバージョン
- 「Soca And So On」ポール・モーリア・グランド・オーケストラ - エンディングテーマ。
- 「コアラのサンバ/ABC-Dヨロシク」志賀正浩/高橋剛

## 関連出版物
- 「おはようスタジオ わんぱく宣言」東京12チャンネル／編 廣済堂豆たぬきの本142 1980年
- 「おはようスタジオ わんぱくナマ放送」東京12チャンネル／編 廣済堂豆たぬきの本
- 「おはようスタジオ」テレビ東京／編 シンコー・ミュージック 1981年10月 ISBN 4-401-61083-0
- 「おはようスタジオ 新年号」テレビ東京／編 シンコー・ミュージック 1982年1月
- 「おはようスタジオ 春一番!!おめでたるんるん号」テレビ東京／編 シンコー・ミュージック 1982年4月
- 「東京12チャンネルの挑戦 300チャンネル時代への視点」金子明雄／著 第三書館 1998年